# Molgula mira
Molgula mira är en sjöpungsart som först beskrevs av Ärnbäck 1931.  Molgula mira ingår i släktet Molgula och familjen kulsjöpungar. Inga underarter finns listade i Catalogue of Life.